# جائزة أفضل لاعب في المباراة

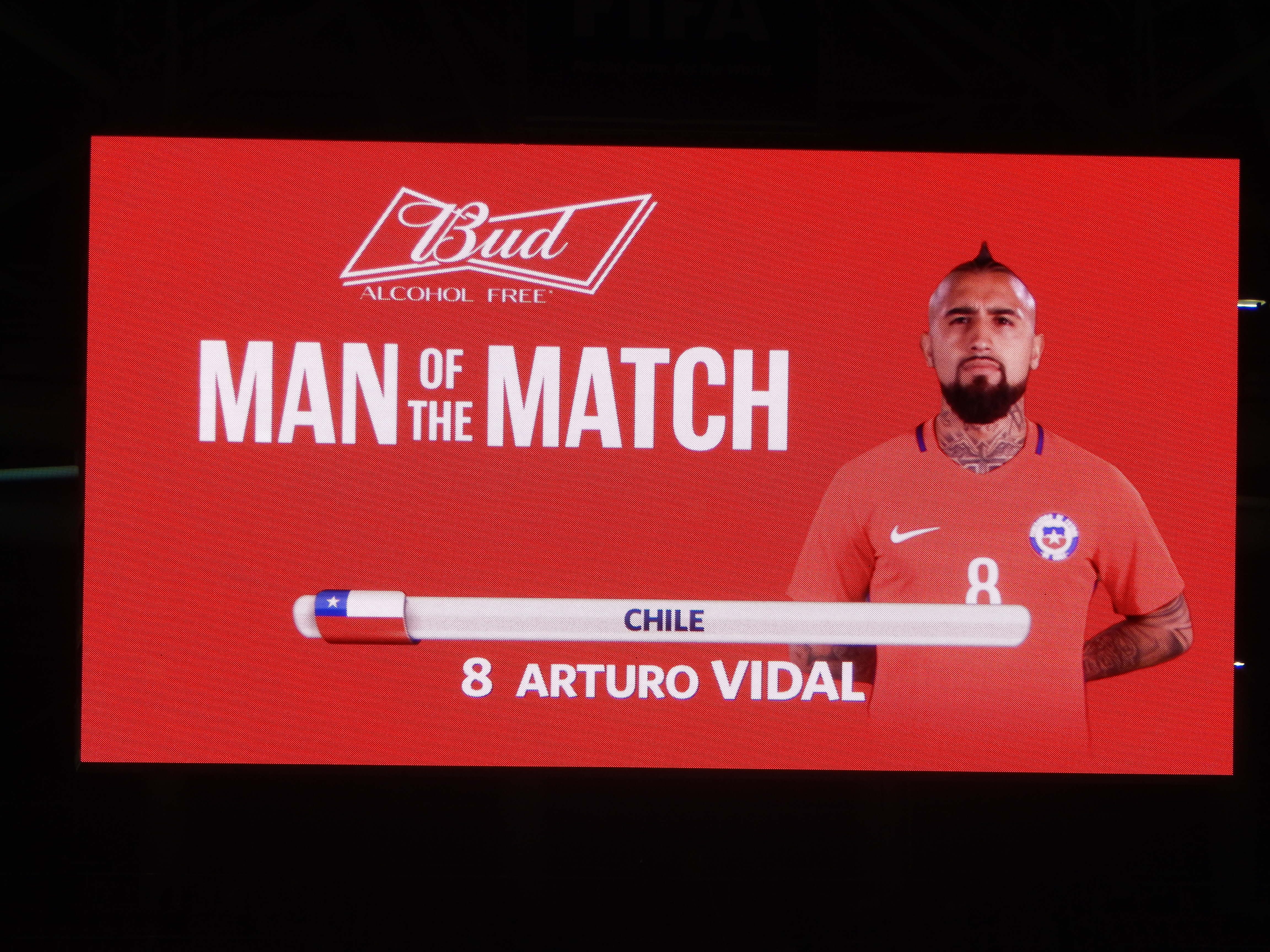
فوز أرتورو فيدال بجائزة أفضل لاعب في المباراة

أفضل لاعب في المباراة أو رجل المباراة جائزة تمنح لللاعب الذي يقدم أفضل أداء إيجابي في المباراة، ويتم اختيار اللاعب من قبل النقاد أو أحد الرعاة الرسميين في البطولة، وقد تمنح من قبل الجماهير أيضا، وقد تمنح لأي لاعب قدَّم أداء مميزا وهي غير مقتصرة على مركز معين، كما أنها غير مقتصرة على رياضة معينة فالجائزة تمنح للاعبين في رياضات مختلفة.

## أهداف منح الجائزة
يكون الهدف منها هو تكريم اللاعب الذي لعب دورا مهما وحاسما في نتيجة المباراة وأحداثها، سواء أكان مهاجما أو مدافعا أو حارسا أو غير ذلك، وتشجيع اللاعبين الآخرين على بذل مجهود أكبر والتنافس على نيل هذه الجائزة.